# ويليام كلاي فورد الابن
ويليام كلاي «بيل» فورد الابن (بالإنجليزية: William Clay Ford) (ولد في 3 مايو 1957) رجل أعمال أمريكي والرئيس التنفيذي لشركة فورد للسيارات وابن حفيد هنري فورد مؤسس شركة فورد لصناعة السيارات .

## روابط خارجية
- ويليام كلاي فورد الابن على موقع مونزينجر (الألمانية)
- ويليام كلاي فورد الابن على موقع إن إن دي بي (الإنجليزية)

- موقع فورد الإعلامي
- سيرة شركة فورد للسيارات الذاتية
- سيرة شركاء فونتيناليس الذاتية
- حملة تبرع ويليام فورد الابن
- الطريق إلى الأمام  خطاب بيل فورد - 23 يناير 2006
- ويليام كلاي فورد الابن في مؤتمر تيد